# Palaiá Epídavros
Palaiá Epídavros (Palaia Epidavros) är en ort i Grekland.   Den ligger i prefekturen Nomós Argolídos och regionen Peloponnesos, i den sydöstra delen av landet, 60 km sydväst om huvudstaden Aten. Palaiá Epídavros ligger 145 meter över havet och antalet invånare är 1 618.
Terrängen runt Palaiá Epídavros är kuperad. Havet är nära Palaiá Epídavros österut.  Närmaste större samhälle är Ligourión, 10,8 km väster om Palaiá Epídavros. 